# Адонин, Николай Фёдорович
Николай Фёдорович Адонин (род. 22 мая 1953) — советский хоккеист, вратарь.

## Биография
Воспитанник ЦСКА. За клуб в чемпионате СССР играл в сезонах 1972/73 — 1976/77, будучи дублёром Владислава Третьяка. В сезоне 1977/78 в составе ленинградского СКА провёл в чемпионате два матча в октябре — против «Спартака» (2:6) и «Автомобилиста» (6:5). Играл в командах первой лиги СК им. Урицкого (1978/79) и «Локомотив» Москва (1979/80 — 1980/81).